# Gadhahal
Gadhahal (en népalais : गढहल) est un comité de développement villageois du Népal situé dans le district de Bara. Au recensement de 2011, il comptait 3 193 habitants.